# Alfred Metzener

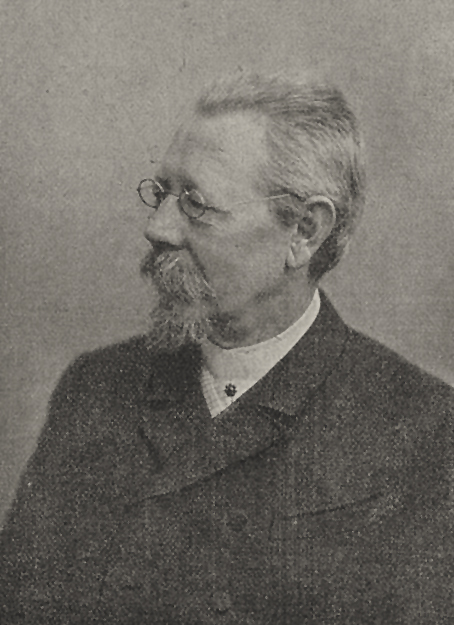
Alfred Metzener

Wilhelm Alfred Metzener (* 7. Dezember 1833 in Niendorf a. d. St.; † 10. Januar 1905 in Zweisimmen, Kanton Bern) war ein deutscher Landschaftsmaler und Illustrator.

## Leben

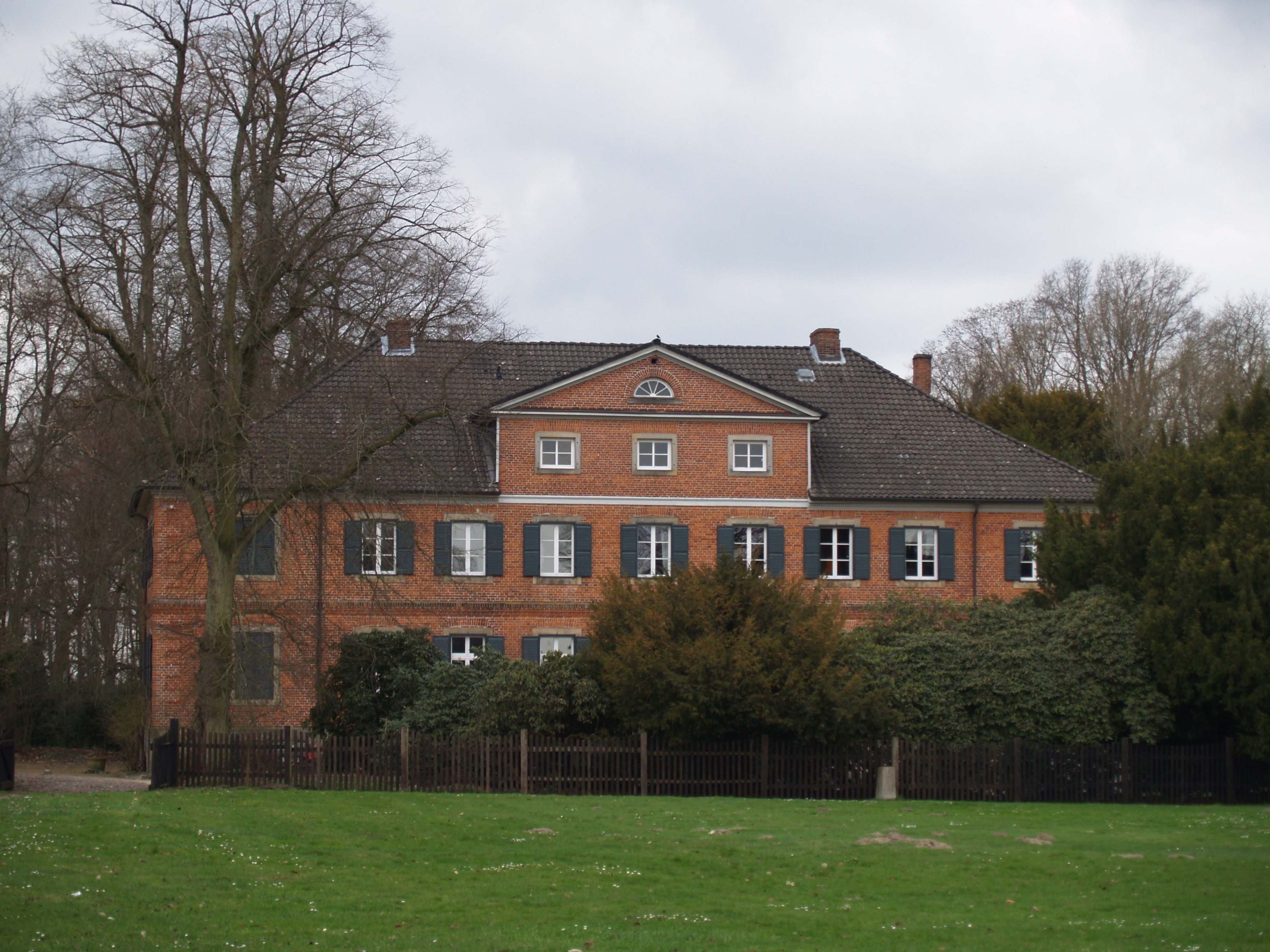
Herrenhaus Niendorf

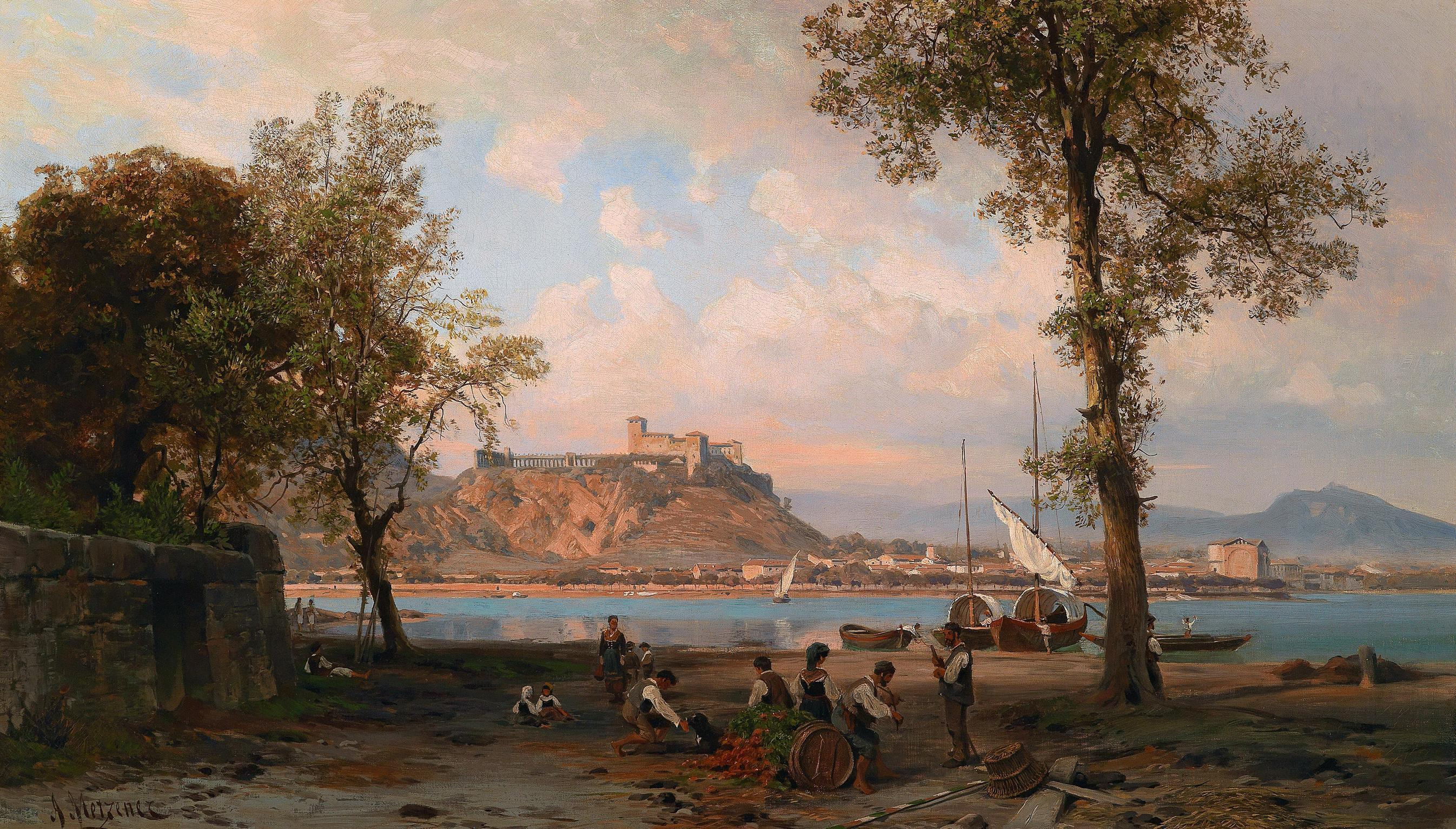
Ansicht von Angera am Lago Maggiore

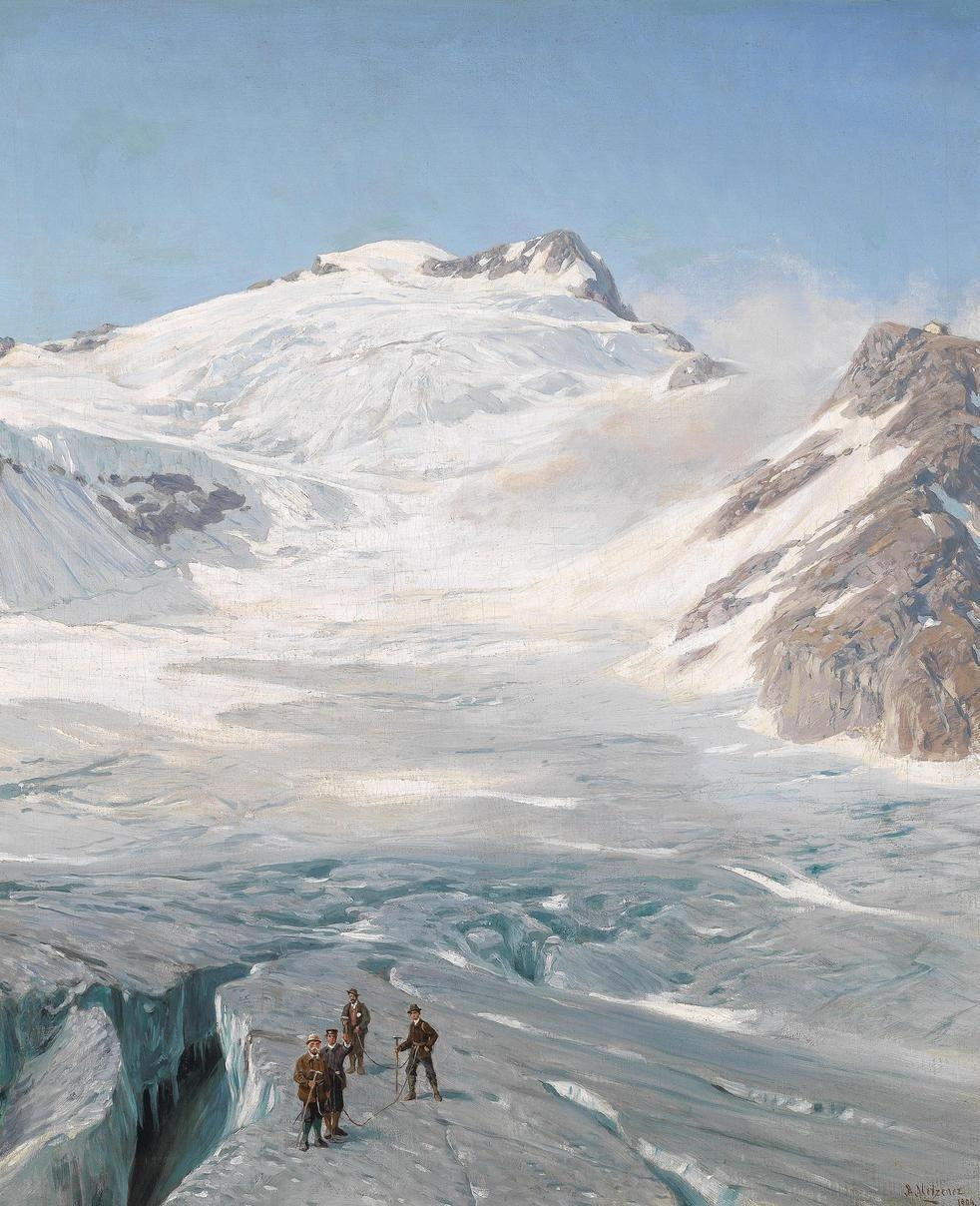
Auf dem Gletscher, 1904

Metzener war ein Sohn des Gutsherrn Wilhelm Metzener (1794–1871) auf Niendorf an der Stecknitz und seiner Frau Johanne Henriette, geborene Anderson (1801–1859). Er studierte Architektur, zunächst in Hannover, ab 1855 an der Königlichen Akademie der Bildenden Künste in München. 1857 ging er zur Malerei über und wurde Privatschüler des Münchner Landschaftsmalers Richard Zimmermann. 1862 bis 1864 studierte er an der Kunstakademie in Berlin. Bis 1866 oder 1867 lebte er in Italien. Im Sommer 1865 traf er in Olevano die Altertumsforscher Richard Schöne, Reinhard Kekulé, Otto Benndorf und den Maler Friedrich Preller den Jüngeren. In Rom gehörte Heinrich Dreber zu seinen Weggefährten und war derjenige, der den stärksten Einfluss auf seine Kunst hatte. 1866 bereiste er Sizilien. Danach ließ er sich in Düsseldorf nieder. Dort wurde er Mitglied des Künstlervereins Malkasten. 1879 heiratete er die Düsseldorfer Hotelierstochter Clara Hubertine Klein. Das Paar wohnte in Düsseldorf-Pempelfort, Kapellstraße 4.
Ein Privatschüler Metzeners war der Maler Adolf Eduard Storck.

## Werke
Hauptsujets Metzeners waren Gebirgs- und Seenlandschaften aus Italien, Oberbayern, Österreich und der Schweiz. Seit den 1870er Jahren stellte er vielfach aus. 1870 veröffentlichte Georg von Hertling (der spätere Reichskanzler) unter dem Pseudonym G. F. von Hoffweiler das Buch Sicilien. Schilderungen von Gegenwart und Vergangenheit. Zu diesem Buch lieferte Metzener 36 Holzschnitte, die bei Richard Brend’amour in Düsseldorf hergestellt wurden. Als Illustrator arbeitete Metzener auch für die Zeitschrift Die Gartenlaube. Metzeners Ölbild Castello di Tenno bei Riva, das 1876 auf der Berliner Akademie-Ausstellung von der Berliner Nationalgalerie erworben wurde und zuletzt an den Reichsstatthalter des Reichsgaus Wartheland in Posen Arthur Greiser verliehen war, ist seit 1945 verschollen.